# Orphénica Lyra

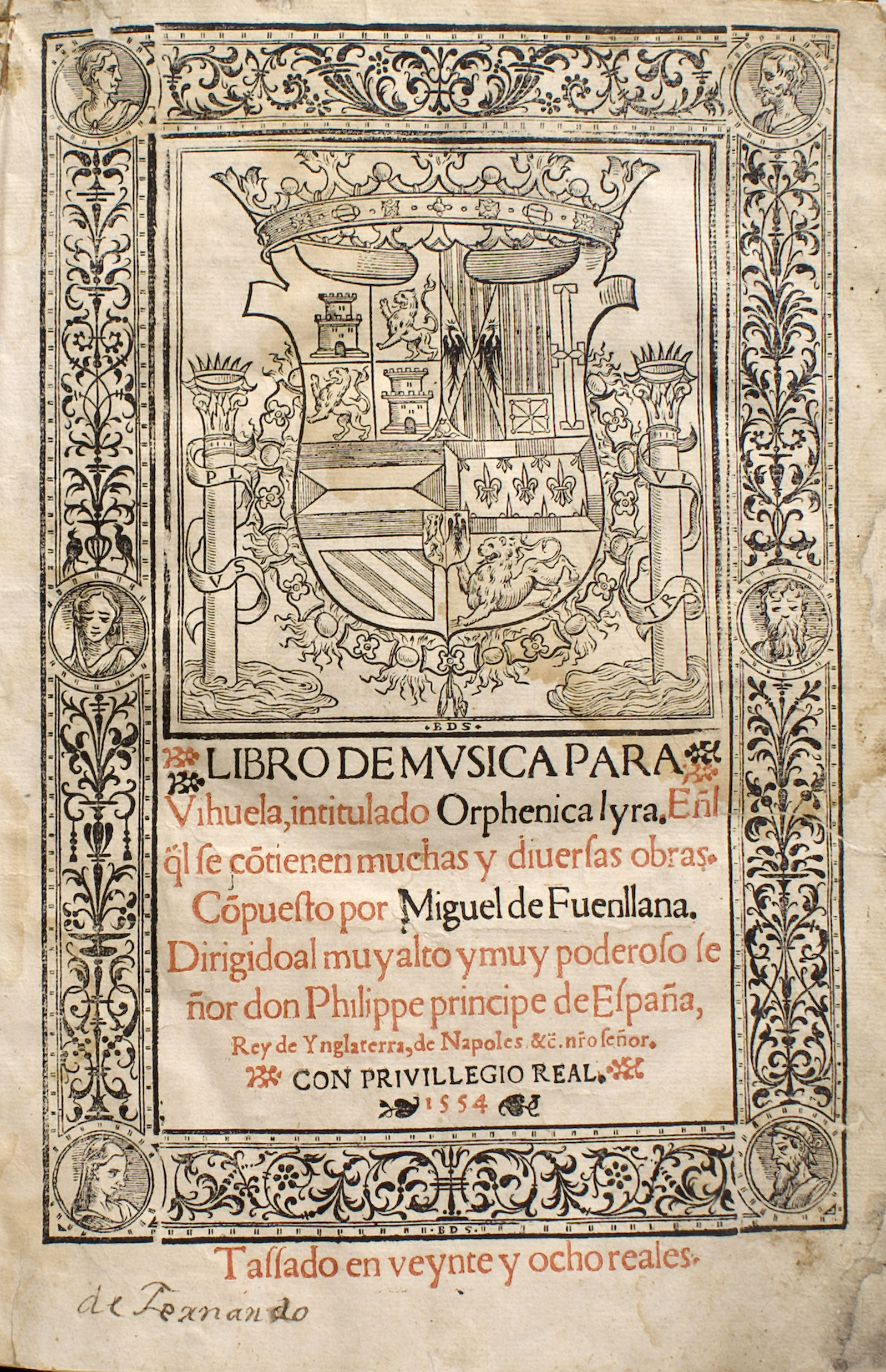
Portada de Orphénica Lyra.

Libro de música para vihuela, intitulado Orphénica Lyra, también conocido simplemente por Orphénica Lyra, es un libro de piezas para vihuela, publicado en 1554, en Sevilla, por el compositor y vihuelista español Miguel de Fuenllana.

## El libro
El permiso para la publicación del libro fue concedido por Felipe II, el 11 de agosto de 1553, en Valladolid, ciudad donde residía Fuenllana por aquel entonces, como afirma el propio rey. El 29 de marzo del año siguiente, ya residiendo en Sevilla, firmó un contrato con Martín de Montesdoca para la impresión de 1000 ejemplares del libro. La impresión tuvo lugar finalmente el 2 de octubre de 1554, en Sevilla y fue dedicada al rey Felipe II.
Los costes de la publicación del libro fueron financiados por el propio Fuenllana, lo que explicaría que fuera él y no el impresor, quien obtuviera la licencia real para obtener los derechos del libro durante quince años.
Las copias que han sobrevivido pertenecen a dos variantes de la misma impresión, lo que indicaría que hubo una edición fraudulenta del libro, posiblemente a cargo del propio impresor, Martín de Montesdoca. De hecho al año siguiente, Fuenllana, inició acciones legales para la cancelación de esta edición fraudulenta. La primera edición contiene los poemas laudatorios del impresor, de Juan Zumeta y de Juan Iranzo, que en la segunda es sustituido por otro de Juan de Quirós, además de un soneto de Benito Arias Montano.

## Las obras

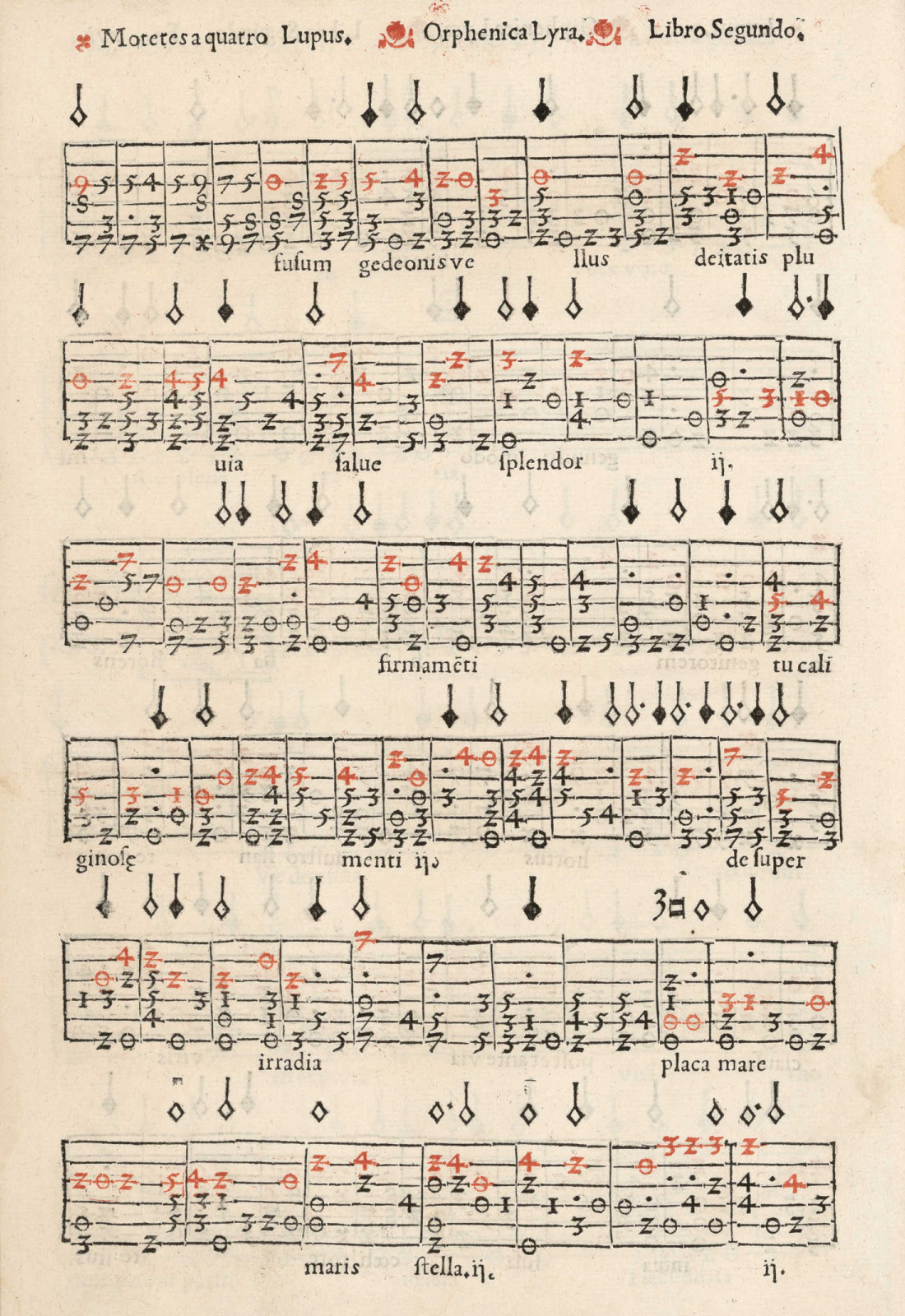
Folio de Orphénica Lyra donde puede verse la tablatura con la parte vocal en color rojo.

Orphenica Lyra constituye la mayor colección de música para vihuela de todas las existentes. Se compone de 188 piezas repartidas en seis libros. De ellas, las dos terceras partes aproximadamente, son arreglos de piezas o transcripciones para vihuela o vihuela y canto, de obras vocales polifónicas de otros compositores renacentistas españoles, flamencos e italianos como Josquin Des Pres, Nicolas Gombert, Cristóbal de Morales, Francisco Guerrero, Pedro Guerrero, Philippe Verdelot (6 madrigales), Adrian Willaert (6 madrigales), Juan Vázquez (12 villancicos), Mateo Flecha el viejo (4 villancicos y 3 ensaladas), Claudin de Sermissy, Vicenzo Fontana, Francisco Bernal, Lupus, Jacquet de Berchem, Francisco Ravaneda, Jacques Arcadelt, Costanzo Festa, Jean l'Héritier, Lupus Hellinck, Mathieu Gascongne, y Giovanni Domenico da Nola. En éstos arreglos encontramos géneros musicales tanto religiosos como profanos: himnos, movimientos de misas, motetes, villancicos, estrambotes, madrigales, endechas, romances y sonetos.
Las piezas compuestas por el propio Fuenllana consisten en 51 fantasías (algunos libros citan 52 ya que incluyen el motete final Benedicamus Patrem en el género de la fantasía), 8 tientos, 2 dúos, 1 motete (Benedicamus Patrem) y algunos contrapuntos de melodías seculares e himnos. Las fantasías y tientos constituyen piezas de gran solidez y complejidad, con densos contrapuntos. Son difíciles de interpretar, lo que hace que sean poco escuchadas en las salas de concierto o en grabaciones discográficas.
En cuánto a la instrumentación, 160 piezas son para vihuela de seis órdenes, 9 son para vihuela de cinco órdenes y las 9 restantes para guitarra de cuatro órdenes.
En los tres primeros libros se aprecia un orden ascendente en el número de voces de las composiciones, pasando de 2 y 3 voces en el primero a las 4 del segundo y a las 5 y 6 de los motetes del tercer libro. El cifrado de la voz cantada, normalmente la más grave, la escribe generalmente en color rojo. Sin embargo, si las voces para ser cantadas son dos, utiliza un pentagrama propio para ellas. 
A continuación se detallan las obras que componen los seis libros. Todas las piezas son para vihuela de seis órdenes salvo lo indicado en el Libro VI:

### Libro I
Las piezas 11, 13, 15, 17, 19 y 21 son para voz y vihuela. Las restantes son para vihuela sola.
| Nº | Obra                                                           | Compositor            | Género musical |
| -- | -------------------------------------------------------------- | --------------------- | -------------- |
| 1  | Pleni sunt celi. Dúo de la misa de Hércules                    | Josquin Des Pres      | Dúo            |
| 2  | Benedictus. Dúo de la misa Pange Lingua                        | Josquin Des Pres,     | Dúo            |
| 3  | Suscepit Israel. Dúo                                           | Cristóbal de Morales  | Dúo            |
| 4  | Si amores me han de matar. Dúo de Flecha                       | Mateo Flecha el viejo | Dúo            |
| 5  | Dúo contrapunto                                                | Miguel de Fuenllana   | Dúo            |
| 6  | Suscepit Israel. Dúo de Guerrero                               | Francisco Guerrero    | Dúo            |
| 7  | Fecit potentiam. Dúo de Guerrero                               | Francisco Guerrero    | Dúo            |
| 8  | Fecit potentiam. Dúo de Josquin                                | Josquin Des Pres      | Dúo            |
| 9  | Dúo de Fuenllana                                               | Miguel de Fuenllana   | Dúo            |
| 10 | Fecit potentiam. Dúo de Morales                                | Cristóbal de Morales  | Dúo            |
| 11 | Et ascendit in celum de la missa Benedicta est caelorum regina | Cristóbal de Morales  | Et ascendit    |
| 12 | Fantasía del author (1)                                        | Miguel de Fuenllana   | Fantasía       |
| 13 | Benedictus de la misa de Gaude Barbara                         | Cristóbal de Morales  | Benedictus     |
| 14 | Fantasía (2)                                                   | Miguel de Fuenllana   | Fantasía       |
| 15 | Et resurrexit de la misa L`Homme Armé                          | Cristóbal de Morales  | Et resurrexit  |
| 16 | Fantasía (3)                                                   | Miguel de Fuenllana   | Fantasía       |
| 17 | Crucifixus de la misa Tu es vas electionis                     | Cristóbal de Morales  | Crucifixus     |
| 18 | Fantasía del author (4)                                        | Miguel de Fuenllana   | Fantasía       |
| 19 | Agnus dei de la misa de Ave María                              | Cristóbal de Morales  | Agnus dei      |
| 20 | Fantasía del author (5)                                        | Miguel de Fuenllana   | Fantasía       |
| 21 | Deposuit                                                       | Cristóbal de Morales  | Magnificat     |
| 22 | Fantasía (6)                                                   | Miguel de Fuenllana   | Fantasía       |

### Libro II
Las piezas pares (24, 26, ..., 56) son para vihuela sola; las impares (23, 25, ..., 55), para voz y vihuela.
| Nº | Obra                                                | Compositor           | Género musical |
| -- | --------------------------------------------------- | -------------------- | -------------- |
| 23 | Hodierna lux                                        | Lupus Hellinck       | Motete         |
| 24 | Fantasía (7)                                        | Miguel de Fuenllana  | Fantasía       |
| 25 | Qui confidunt in Domino                             | Jean l'Héritier      | Motete         |
| 26 | Fantasía (8)                                        | Miguel de Fuenllana  | Fantasía       |
| 27 | Laetentur omnes                                     | Lupus                | Motete         |
| 28 | Fantasía (9)                                        | Miguel de Fuenllana  | Fantasía       |
| 29 | Cum appropinquasset                                 | Mathieu Gascongne    | Motete         |
| 30 | Fantasía (10)                                       | Miguel de Fuenllana  | Fantasía       |
| 31 | Parce domine                                        | Nicolas Gombert      | Motete         |
| 32 | Fantasía (11)                                       | Miguel de Fuenllana  | Fantasía       |
| 33 | Inter natos mulierum                                | Cristóbal de Morales | Motete         |
| 34 | Fantasía (12)                                       | Miguel de Fuenllana  | Fantasía       |
| 35 | O regem caeli                                       | A. de Silva          | Motete         |
| 36 | Fantasía (13)                                       | Miguel de Fuenllana  | Fantasía       |
| 37 | Ave María (2.ª parte de "Pater noster")             | Adrian Willaert      | Motete         |
| 38 | Fantasía del autor remedando esta Ave María (14)    | Miguel de Fuenllana  | Fantasía       |
| 39 | Super flumina Babylonis                             | Nicolas Gombert      | Motete         |
| 40 | Fantasía (15)                                       | Miguel de Fuenllana  | Fantasía       |
| 41 | Benedictus de la misa de L`Homme Armé               | Cristóbal de Morales | Benedictus     |
| 42 | Fantasía (16)                                       | Miguel de Fuenllana  | Fantasía       |
| 43 | Ave sanctissima María                               | Nicolas Gombert      | Motete         |
| 44 | Fantasía (17)                                       | Miguel de Fuenllana  | Fantasía       |
| 45 | O quam pulchra es                                   | Nicolas Gombert      | Motete         |
| 46 | Fantasía del author (18)                            | Miguel de Fuenllana  | Fantasía       |
| 47 | Sancta et immaculata                                | Cristóbal de Morales | Motete         |
| 48 | Fantasía (19)                                       | Miguel de Fuenllana  | Fantasía       |
| 49 | Domine pater                                        | Nicolas Gombert      | Motete         |
| 50 | Fantasía (20)                                       | Miguel de Fuenllana  | Fantasía       |
| 51 | Sancte Alfonse                                      | Nicolas Gombert      | Motete         |
| 52 | Fantasía (21)                                       | Miguel de Fuenllana  | Fantasía       |
| 53 | Benedictus de la misa Benedicta est caelorum regina | Cristóbal de Morales | Benedictus     |
| 54 | Fantasía (22)                                       | Miguel de Fuenllana  | Fantasía       |
| 55 | Veni Domine                                         | Cristóbal de Morales | Motete         |
| 56 | Fantasía del autor va remedando a este motete (23)  | Miguel de Fuenllana  | Fantasía       |

### Libro III
Todas las piezas son para voz y vihuela.
| Nº | Obra                                           | Compositor           | Género musical     |
| -- | ---------------------------------------------- | -------------------- | ------------------ |
| 57 | Aspice domine                                  | Jacquet de Mantua    | Motete             |
| 58 | Si bona suscepimus                             | Philippe Verdelot    | Motete             |
| 59 | Verbum inicuum                                 | Cristóbal de Morales | Motete             |
| 60 | Lamentabatur Jacob                             | Cristóbal de Morales | Motete             |
| 61 | Lauda Sion                                     | Nicolas Gombert      | Motete             |
| 62 | Virgo Maria                                    | Cristóbal de Morales | Motete             |
| 63 | O beata Maria                                  | Nicolas Gombert      | Motete             |
| 64 | Germinavit radix Jesse                         | Nicolas Gombert      | Motete             |
| 65 | O felix Anna                                   | Nicolas Gombert      | Motete             |
| 66 | Credo y Crucifixus de la misa de Beata Virgine | Josquin Des Pres     | Credo y Crucifixus |
| 67 | Lamentación                                    | Cristóbal de Morales | Motete             |
| 68 | Jubilate deo                                   | Cristóbal de Morales | Motete             |
| 69 | Agnus dei de la misa de Si bona suscepimus     | Jacquet de Mantua    | Agnus dei          |
| 70 | Benedicta es coelorum regina                   | Josquin Des Pres     | Motete             |
| 71 | Manus tuae Domine                              | Cristóbal de Morales | Motete             |
| 72 | Praeter rerum                                  | Josquin Des Pres     | Motete             |

### Libro IV
Las piezas del 82 al 94 son para vihuela sola; el resto para voz y vihuela.
| Nº     | Obra                                                                             | Compositor           | Género musical |
| ------ | -------------------------------------------------------------------------------- | -------------------- | -------------- |
| 73     | Qui tollis peccata. (Segunda parte del Gloria de la misa de La Sol Fa Re Mi)     | Josquin Des Pres     |                |
| 74     | Agnus dei de la misa L`Homme Armé                                                | Cristóbal de Morales | Agnus dei      |
| 75     | Et in terra. Primera parte del Gloria de la misa de Faisant Regretz + Kyrie I-II | Josquin Des Pres     |                |
| 76     | Primer Kyrie de la misa de La Sol Fa Re Mi + Christe + Kyrie II                  | Josquin Des Pres     |                |
| 77     | Pange lingua a4                                                                  | Francisco Guerrero   | Motete         |
| 78     | Pange lingua a3                                                                  | Francisco Guerrero   | Motete         |
| 79     | Sacris solemniis                                                                 | Francisco Guerrero   | Motete         |
| 80     | Sacris solenniis. Una voz de contrapunto sobre el canto llano                    | Miguel de Fuenllana  | Motete         |
| 81     | Pater noster                                                                     | Francisco Guerrero   | Motete         |
| 82     | Fantasía (24)                                                                    | Miguel de Fuenllana  | Fantasía       |
| 83     | Fantasía (25)                                                                    | Miguel de Fuenllana  | Fantasía       |
| 84     | Fantasía (26)                                                                    | Miguel de Fuenllana  | Fantasía       |
| 85     | Fantasía del author (27)                                                         | Miguel de Fuenllana  | Fantasía       |
| 86     | Fantasía (28)                                                                    | Miguel de Fuenllana  | Fantasía       |
| 87     | Fantasía (29)                                                                    | Miguel de Fuenllana  | Fantasía       |
| 88     | Fantasía (30)                                                                    | Miguel de Fuenllana  | Fantasía       |
| 89     | Fantasía (31)                                                                    | Miguel de Fuenllana  | Fantasía       |
| 90     | Fantasía (32)                                                                    | Miguel de Fuenllana  | Fantasía       |
| 91     | Fantasía (33)                                                                    | Miguel de Fuenllana  | Fantasía       |
| 92     | Fantasía sobre un passo forçado ut re mi fa sol la (34)                          | Miguel de Fuenllana  | Fantasía       |
| 93     | Fantasía (35)                                                                    | Miguel de Fuenllana  | Fantasía       |
| 94     | Fantasía (36)                                                                    | Miguel de Fuenllana  | Fantasía       |
| 95     | Ave Maris Stella                                                                 | Miguel de Fuenllana  |                |
| 96     | Benedictus de la misa de Mille Regrets                                           | Cristóbal de Morales | Benedictus     |
| 97-102 | Donec ponam inimicos tuos. Los 8 tonos en fabordon: 1.-6. tono                   | Francisco Guerrero   |                |
| 103    | Sicut erat in principio. Este verso es a cinco                                   | Francisco Guerrero   |                |
| 104    | Magna opera domine, 7; tono                                                      | Francisco Guerrero   |                |
| 105    | Quoniam confortavit, 8. tono                                                     | Francisco Guerrero   |                |

### Libro V
Todas las piezas son para voz y vihuela.
| Nº  | Obra                       | Compositor                            | Género musical |
| --- | -------------------------- | ------------------------------------- | -------------- |
| 106 | Come havro dunque          | Philippe Verdelot                     | Madrigal       |
| 107 | Se le interna mia          | Jacques Arcadelt                      | Madrigal       |
| 108 | Amor far me                | Costanzo Festa                        |                |
| 109 | Signor Julia               | Philippe Verdelot; Consilium?         |                |
| 110 | Madonna per voi ardo       | Philippe Verdelot                     | Madrigal       |
| 111 | Liete madonne              | Philippe Verdelot                     | Madrigal       |
| 112 | Quanto sia liet'il giorno  | Philippe Verdelot                     | Madrigal       |
| 113 | Tan que vivray             | Claudin de Sermisy                    |                |
| 114 | O sio potessi dona         | Jacques Arcadelt / Jacquet de Berchem |                |
| 115 | Bella fioretta             | Jacques Arcadelt                      | Madrigal       |
| 116 | O felici occhi miei        | Jacques Arcadelt                      | Madrigal       |
| 117 | Il bianco e dolce cigno    | Jacques Arcadelt                      | Madrigal       |
| 118 | Occhi miei lassi           | Jacques Arcadelt                      | Madrigal       |
| 119 | O io pensai                | Jacques Arcadelt                      | Madrigal       |
| 120 | O más dura que mármol      | Pedro Guerrero                        |                |
| 121 | Quién podrá creer          | Pedro Guerrero                        |                |
| 122 | Passando el mar Leandro    | Pedro Guerrero                        |                |
| 123 | Por do començare mi triste | Pedro Guerrero                        |                |
| 124 | Dun spiritu triste         | Pedro Guerrero                        |                |
| 125 | Amor es voluntad           | Pedro Guerrero                        |                |
| 126 | Mi coraçon fatigado        | Pedro Guerrero                        |                |
| 127 | Oyme oyme dolenta          | Giovanni Domenico da Nola             |                |
| 128 | Quando ti vegio            |                                       |                |
| 129 | Madona mia la vostra       | Vicenzo Fontana                       |                |
| 130 | Como quereys madre         | Juan Vázquez                          | Villancico     |
| 131 | Morenica dame un beso      | Juan Vázquez                          | Villancico     |
| 132 | Vos me matastes niña       | Juan Vázquez                          | Villancico     |
| 133 | Ay que non oso             | Juan Vázquez                          | Villancico     |
| 134 | No se que me bulle         | Juan Vázquez                          | Villancico     |
| 135 | Duelete de mi señora       | Juan Vázquez                          | Villancico     |
| 136 | No me hableys conde        | Juan Vázquez                          | Villancico     |
| 137 | Quiero dormir              | Juan Vázquez                          | Villancico     |
| 138 | Con que la lavare          | Juan Vázquez                          | Villancico     |
| 139 | Que faran del pobre Juan   | Mateo Flecha el viejo                 | Villancico     |
| 140 | Teresica hermana           | Mateo Flecha el viejo                 | Villancico     |
| 141 | Mal aya quien a vos caso   | Mateo Flecha el viejo                 | Villancico     |
| 142 | Puse mis amores            | Francisco Ravaneda                    |                |
| 143 | De los álamos vengo madre  | Juan Vázquez                          | Villancico     |
| 144 | Ojos claros                | Francisco Guerrero                    |                |
| 145 | Guarda fuera               | Francisco Guerrero                    |                |
| 146 | De Antequera sale el moro  | Cristóbal de Morales                  | Romance        |
| 147 | A las armes moriscote      | Francisco Bernal                      |                |

### Libro VI
Las piezas: 153 a 159, 162 a 169 y 173 a 181 son para vihuela sola; el resto para voz y vihuela.
Los piezas del 151 al 158 son para vihuela de cinco órdenes y las del 159 al 167 son para guitarra de cuatro órdenes.
| N.º | Obra                                                              | Compositor            | Género musical |
| --- | ----------------------------------------------------------------- | --------------------- | -------------- |
| 148 | Jubilate Deo                                                      | Mateo Flecha el viejo | Ensalada       |
| 149 | Bomba bomba                                                       | Mateo Flecha el viejo | Ensalada       |
| 150 | Oyd oyd los bivientes (La Justa)                                  | Mateo Flecha el viejo | Ensalada       |
| 151 | Et resurrexit de la misa de Ave María                             | Cristóbal de Morales  | Et resurrexit  |
| 152 | La mi sola                                                        | Juan Vázquez          | Villancico     |
| 153 | Fantasía para vihuela de 5 órdenes( 37)                           | Miguel de Fuenllana   | Fantasía       |
| 154 | Fantasía para vihuela de 5 órdenes (38)                           | Miguel de Fuenllana   | Fantasía       |
| 155 | Fantasía (39)para vihuela de 5 órdenes                            | Miguel de Fuenllana   | Fantasía       |
| 156 | Fantasía para vihuela de 5 órdenes (40)                           | Miguel de Fuenllana   | Fantasía       |
| 157 | Fantasía para vihuela de 5 órdenes (41)                           | Miguel de Fuenllana   | Fantasía       |
| 158 | Fantasía para vihuela de 5 órdenes (42)                           | Miguel de Fuenllana   | Fantasía       |
| 159 | Crucifixus                                                        |                       |                |
| 160 | Covarde cavallero                                                 | Juan Vázquez          | Villancico     |
| 161 | Passeavase el Rey moro                                            |                       |                |
| 162 | Fantasía para guitarra (43)                                       | Miguel de Fuenllana   | Fantasía       |
| 163 | Fantasía para guitarra (44)                                       | Miguel de Fuenllana   | Fantasía       |
| 164 | Fantasía para guitarra (45)                                       | Miguel de Fuenllana   | Fantasía       |
| 165 | Fantasía para guitarra (46)                                       | Miguel de Fuenllana   | Fantasía       |
| 166 | Fantasía para guitarra (47)                                       | Miguel de Fuenllana   | Fantasía       |
| 167 | Fantasía para guitarra (48)                                       | Miguel de Fuenllana   | Fantasía       |
| 168 | Fantasía de consonancias (49)                                     | Miguel de Fuenllana   | Fantasía       |
| 169 | Fantasía sobre un passo forçado: ut sol sol la sol (50)           | Miguel de Fuenllana   | Fantasía       |
| 170 | Una compostura con dos canto llanos: Ave María Stella y Gaudeamus |                       |                |
| 171 | El que sin ti bivir: primero llana, y luego de contrapunto        | Juan Vázquez          |                |
| 172 | Si los delfines mueren de amores                                  |                       |                |
| 173 | Una fantasÍa de redobles galanos (51)                             | Miguel de Fuenllana   | Fantasía       |
| 174 | Tiento del primer tono                                            | Miguel de Fuenllana   | Tiento         |
| 175 | Tiento del segundo tono                                           | Miguel de Fuenllana   | Tiento         |
| 176 | Tiento del tercer tono                                            | Miguel de Fuenllana   | Tiento         |
| 177 | Tiento del cuarto tono                                            | Miguel de Fuenllana   | Tiento         |
| 178 | Tiento del quinto tono                                            | Miguel de Fuenllana   | Tiento         |
| 179 | Tiento del sexto tono                                             | Miguel de Fuenllana   | Tiento         |
| 180 | Tiento del séptimo tono                                           | Miguel de Fuenllana   | Tiento         |
| 181 | Tiento del octavo tono                                            | Miguel de Fuenllana   | Tiento         |
| 182 | Benedicamus patrem                                                | Miguel de Fuenllana   | Motete         |

## Discografía
Los siguientes discos incluyen piezas de Orphénica Lyra:
- Vihuelistas Españoles (S. XVI). Jorge Fresno. Hispavox. 1990. (Grabación 1971).
- Lágrimas corriendo. Canciones de Alonso Mudarra y Miguel de Fuenllana. Carlos Mena y Juan Carlos Rivera. Junta de Andalucía. DS-0131. 2001.
- Canto del Cavallero. José Miguel Moreno. Glossa GCD 920101. 1993.
- De los Álamos de Sevilla. Juan Carlos Rivera. Alma Viva 0106. 1995.
- Fuenllana. Libro de música para vihuela, intitulado Orphénica Lyra. José Miguel Moreno. Orphénica Lyra. Glossa 920204. 1999.
- Music of the Spanish Renaissance. Shirley Rumsey. Naxos. 1994.
- Claros y Frescos Ríos. José Miguel Moreno y Nuria Rial. Glossa. 2000.
- Canción del emperador. José Miguel Moreno. Glossa. 1998.
- Al alva venid. Ensemble La Romanesca. José Miguel Moreno, Marta Almajano, Paolo Pandolfo, Juan Carlos de Mulder. Glossa. 1999.
- Endechas Si los delfines mueren de amores (Músicas para Vihuela vol.II). Shigeo Mito. N&S AVANCE. 2014.